# Eccidio di Barletta
L'eccidio di Barletta fu una strage nazista, compiuta dalle truppe tedesche regolari della Wehrmacht, il 12 settembre 1943 a Barletta.
Si inserisce nel contesto più ampio degli episodi d’arme e di resistenza, civile e militare, del settembre 1943.
È attualmente ricordato tramite una manifestazione annuale dal comune di Barletta in memoria delle vittime della Resistenza.

## Antefatto
L’8 settembre 1943, Pietro Badoglio annuncia la resa italiana, firmata a Cassibile il 2 e il 3 settembre.
Alla notizia della dichiarazione dell'armistizio, presso il quartiere generale di Hitler vengono prospettati due progetti strategici: uno del generale Rommel, che prevede l'abbandono di tutta la penisola italiana e la difesa a oltranza lungo il Po. L'altro del feldmaresciallo Kesselring, resistenza lungo tutto il territorio italiano. Questa tesi prevalse a seguito dello sbarco alleato a Salerno il 9 settembre 1943.
La dichiarazione radiofonica dell’armistizio accese gioie e speranze in tutti gli strati sociali della città, provati a lungo dall’impari lotta contro la soverchiante potenza avversaria. In città si fa festa e il popolo si reca numerosissimo in Cattedrale, a ringraziare la vergine dello Sterpeto, patrona della città, per il primo passo fatto verso la pace. La popolazione, a più riprese cerca di manifestare il suo giubilo per l'armistizio. La chiesa di San Domenico si riempie di popolo e risuona il canto di fede e di gioia del Te Deum di ringraziamento a Dio.
Nel frattempo, per le giornate del 9 e 10 settembre regna il caos tra le truppe italiane che non sanno come comportarsi con i tedeschi. Si temeva qualche cosa di sinistro, si avevano notizie di sabotaggio in Bari contro navi ancorate nel porto, giungeva notizia della resa del Presidio di Foggia e del tentato suicidio del Comandante, generale Felice Carpedone. Incertezza e confusione segnarono le giornate del 9 e 10. Nelle prime ore dell'11, dal comando territoriale del IIX Corpo d'Armata, giunge un fonogramma del generale Caruso che ordinava di "considerare le truppe germaniche come truppe nemiche ed agire di conseguenza".
Paventando aggressioni tedesche, il Colonnello Grasso, comandante del Presidio Militare e della Difesa Tattica di Barletta, disloca gruppi di soldati sulle vie principali di accesso alla città: sulla statale 16, al fiume Ofanto il Caposaldo Cittiglio, in via Andria il Caposaldo Crocifisso, in via Trani il Caposaldo Giussano, in via Canosa il Caposaldo la Fruttiera. Verso le 13.00, del giorno 11, al Caposaldo Giussano, in uno scontro tra soldati italiani e soldati tedeschi, furono fatti prigionieri quattro nazisti, catturati l’automezzo blindato, una motocarrozzetta e due mitragliatrici. Alla stessa ora, una motocarrozzetta con quattro soldati a bordo, proveniente da Cerignola, forza il Caposaldo Cittiglio, imboccò via Regina Margherita, svoltò su via Solferino e, presso il Macello comunale, uno dei quattro occupanti fu colpito e ucciso in un conflitto a fuoco con i soldati italiani. I tre ripercorsero via Solferino e via Regina Margherita, dove uccisero un giovane di 15 anni, si avviarono verso piazza Roma, deviarono in via Pier Delle Vigne, scontrandosi nuovamente con soldati italiani di guardia alla Cabina Elettrica Galileo. Uno cadde sotto i colpi degli italiani, un secondo gravemente ferito, cercò scampo in uno spaccio di carni, ove fu finito tra la folla inferocita. Verso le 14:00, un altro automezzo tedesco penetrò in città e fu affrontato dal tiro dei fucilieri italiani che, inferiori in numero e armamenti, non poterono evitare il sabotaggio della linea Barletta-Bari. La città è isolata, le comunicazioni telefoniche con l'esterno sono interrotte: le pattuglie tedesche hanno operato con successo, le truppe del Presidio sono in numero limitato e gli avamposti sull'Ofanto, privi di artiglieria, possono facilmente trovarsi di fronte a forze nemiche soverchianti.
Gli accadimenti disastrosi del settembre ’43 a Barletta, sede di cospicue riserve per l’approvvigionamento logistico-militare dei soldati nell’Egeo, che contava sulla presenza di seimila uomini, compresi i componenti di reparti in brevi turni di addestramento per operazioni nei Balcani e nelle isole greche, divenne ben presto obiettivo di primaria occupazione nazista dei comandi dell’aviazione tedesca, presenti in Puglia su documentazione di Karl Lothar Schultz, comandante del I° Reggimento Paracadutisti di stanza nella vicina Cerignola: “A fine agosto 1943 il nostro reggimento venne trasferito nell’Italia del sud a nord del Golfo di Taranto. I paracadutisti erano le uniche truppe tedesche in Puglia sin dalla metà del mese di agosto”.

### La battaglia del Crocifisso
Alle sedici, del giorno 11 il maggiore Papucci, comandante delle Casermette Funzionali Ciniero e Lorusso, dispose lo schieramento delle sue forze efficienti, prevenendo l'urto con i tedeschi in provenienza da Andria. L'urto avvenne verso le ore sedici. Lo scontro raggiunse una intensità di azione fra le due parti, verso le 17. Gli italiani, sebbene fossero in evidente inferiorità, seppero tuttavia contenere la loro avanzata impedendo loro di entrare in città.
L'operazione fu eseguita da parte nazista dal gruppo combattente della 1ª Divisione Paracadutisti al comando del tenente Kurtz, che disponeva di soldati ben armati, 120 uomini, alcuni automezzi e tre semoventi. Limitate le perdite di parte italiana, un sergente gravemente ferito, un caporale e un soldato feriti in modo leggero. Gli aggressori tedeschi, disorientati e costretti a ritirarsi, si sparpagliarono nelle campagne circostanti tanto che fu possibile, ai combattenti italiani, catturarne una settantina e trasferirli nelle celle dei sotterranei del castello, sede del comando del Presidio Militare. Il luogotenente Kurtz fu ferito e ordinò allo sparuto gruppo restante di dirigersi verso Andria.
L’aggressione fallì clamorosamente, Kurtz ordinò la ritirata e i vertici militari tedeschi subirono quasi uno choc davanti a questa sconfitta inaspettata. Il Comandante Superiore Sud e altri generali tedeschi spiegarono il fallimento dell’attacco con “la forte difesa” dei soldati italiani, pare che Kesselring ne rimase molto impressionato, ciò è dimostrato anche dal fatto che questi comunicò la sconfitta subita a Barletta ripetutamente allo Stato Maggiore dell’Esercito tedesco.

### L'occupazione della città

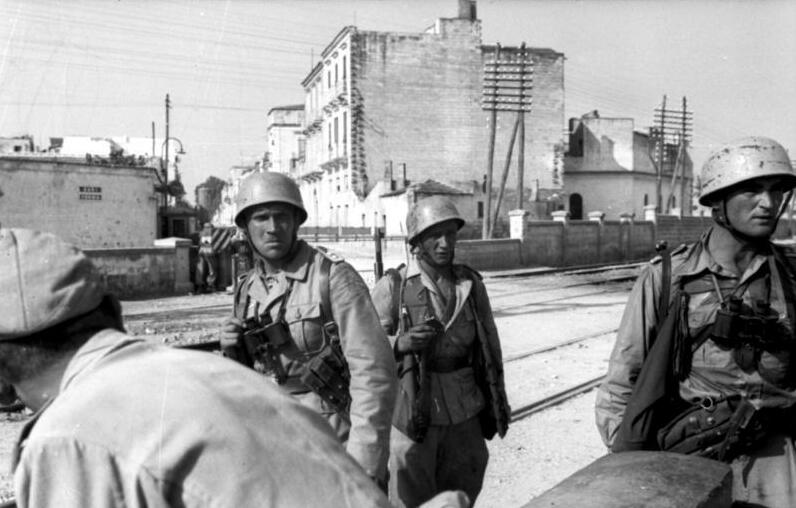
Paracadutisti tedeschi fotografati durante le fasi dell'occupazione di Barletta.

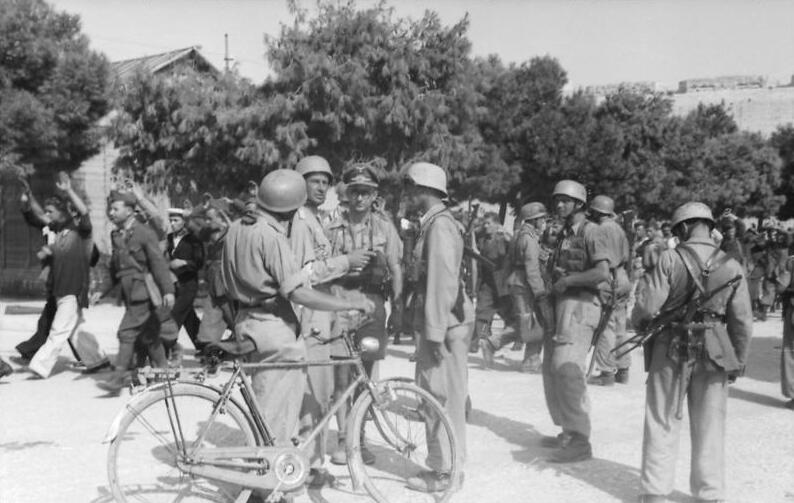
Militari tedeschi scortano i militari italiani del presidio di Barletta appena arresisi.

Dalla sera del sabato arrivano notizie confuse. Nessuno prevede la vendetta che i tedeschi preparano contro Barletta, conoscono la povertà dell'armamento e perciò è facile per loro muovere l'assalto contro la città. L'alba della domenica del 12 settembre, alle ore 7 gli italiani furono svegliati dal rombo di aeroplani nemici, che iniziarono la battaglia delle distruzioni e della morte con mitragliamento di edifici e chiesa e con il getto di spezzone in luoghi designati. l tedeschi penetrano nelle strade della città con i carri uccidendo chi per disgrazia si trova fuori casa e sparando dove vedono porte e finestre aperte o che vengono mosse per essere chiuse. Poi scardinano le porte e penetrano nei magazzini di tessuti specialmente nelle oreficerie e rubano orologi, oggetti di valore e stoffe. Con la scusa di andare in cerca di soldati italiani entrano anche nelle abitazioni private e impongono ai cittadini la consegna della biancheria e dei loro risparmi. Mettono a ferro e fuoco diversi edifici pubblici. Sconquassano gli orologi pubblici della città, la vasca della stazione, la facciata dell'Ospedale Civile. Danno l’assalto alle caserme e, ai rispettivi comandanti, fanno firmare la resa; catturano come prigionieri quanti soldati trovano compresi gli ufficiali. Mentre in alcuni quartieri avveniva la resa, alcuni carri armati avanzavano sparando lungo le mura del Paraticchio e quelle del Carmine, altri da via Bezzecca, dai vicoli di San Samuele, via Roma e via Canosa, e facevano sosta al palazzo delle Regie Poste. Nella Stazione dettero a fuoco con lanciafiamme e gettata di benzina tutti i vani degli uffici a piano terra, distrussero gli impianti telegrafici e telefonici, danneggiarono carri e vetture ferroviarie, devastarono il ristorante.
Barletta fu attaccata dal II battaglione del 1º reggimento paracadutisti e dalla 2ª, 5ª, nonché dalla 6ª compagnia del 1º reparto cacciatori anticarro paracadutato. Queste forze offensive ammontavano a più di 1800 uomini scelti della 1ª Divisione Paracadutisti dalla Luftwaffe.
Notevole è il riscontro che l'occupazione di Barletta trova nella documentazione tedesca. A tal proposito si constata unanimità tra i generali tedeschi, la guarnigione italiana si arrese solo dopo «dura lotta» che comprendeva «combattimenti ravvicinati e nelle strade».
Quando il colonnello Francesco Grasso, Comandante del Presidio e della Difesa Tattica, ordinò la cessazione della resistenza, seguirono: la resa, l’internamento, che diventò spesso tortura, nonché l’occupazione della città fino al 24 settembre, durante la quale non mancarono eventi sanguinosi e davvero deprimenti: furono uccisi vecchi, donne e bambini.

## L'eccidio
Nell'angolo di via De Nittis e via Cappuccini nei pressi del Monumento ai Caduti, in due stanzette a pian terreno dove aveva sede la caserma delle Guardie Municipali, durante l'invasione nemica, sostano nel loro ufficio undici vigili urbani e due spazzini, in attesa di ordini. Una pattuglia di soldati tedeschi si avvicina alla sede dei vigili: gli sguardi si incontrano con gli sguardi. I carri armati circolano, la devastazione continua, ma i vigili non sanno cosa sarà di loro. I vigili escono dal loro ufficio quasi di fronte al Monumento; un capitano in buon italiano grida: Avanti! Poi vengono spinti e infilati presso il muro a mezzogiorno dell'Ufficio delle Poste e Telegrafi. Essi son ritti là presso il muro; i tedeschi ne traggono una fotografia. Ma la scena immediatamente si cambia, tre fucili mitragliatori vengono appostati di fronte, una prima raffica, una seconda, un'altra ancora e i tredici cadono in un groviglio di corpi squarciati; il sangue scorre e arrossa le pietre. Sono circa le ore 9:30.
Benschel, il fotoreporter tedesco, fotografa il gruppo dei vigili urbani e di netturbini che sono stati prelevati. L’istantanea fissa l’incredibile dinamica di ciò che sta accadendo: lo sbigottimento dei più; i vigili Antonio Falconetti e Pasquale Del Re che stanno apostrofando il tedesco che li minaccia con la pistola; accanto a loro, le mani alzate, tesi a seguire ciò che viene detto e urlato sono Luigi Gallo, Vincenzo Paolillo, Gioacchino Torre, Francesco Paolo Falconetti; tra i netturbini Luigi Iurillo e Nicola Cassatella. Poi ci sono Pasquale Guaglione, Michele Spera e Francesco Gazia. Benschel riprende i cadaveri riversi sul marciapiede, il mucchio dei corpi sotto il quale vive ancora, gravemente ferito, Francesco Paolo Falconetti.
Addolorata Sardella e Lucia Corposanto, due popolane di Barletta, coraggiosamente, si avvicinano al groviglio dei cadaveri e traggono in salvo il vigile urbano Francesco Paolo Falconetti. Ambedue sono decorate di medaglia di bronzo alla memoria.
L'episodio di Barletta fu uno dei primi eccidi che i tedeschi misero in atto nel nostro Paese, subito dopo l'armistizio. I segni di quel giorno sono ancora visibili, nel muro sinistro dell'Ufficio Postale: i buchi lasciati dai proiettili, infatti, non sono mai stati ricoperti a perenne ricordo e memoria di quel tragico avvenimento.

## Monumenti

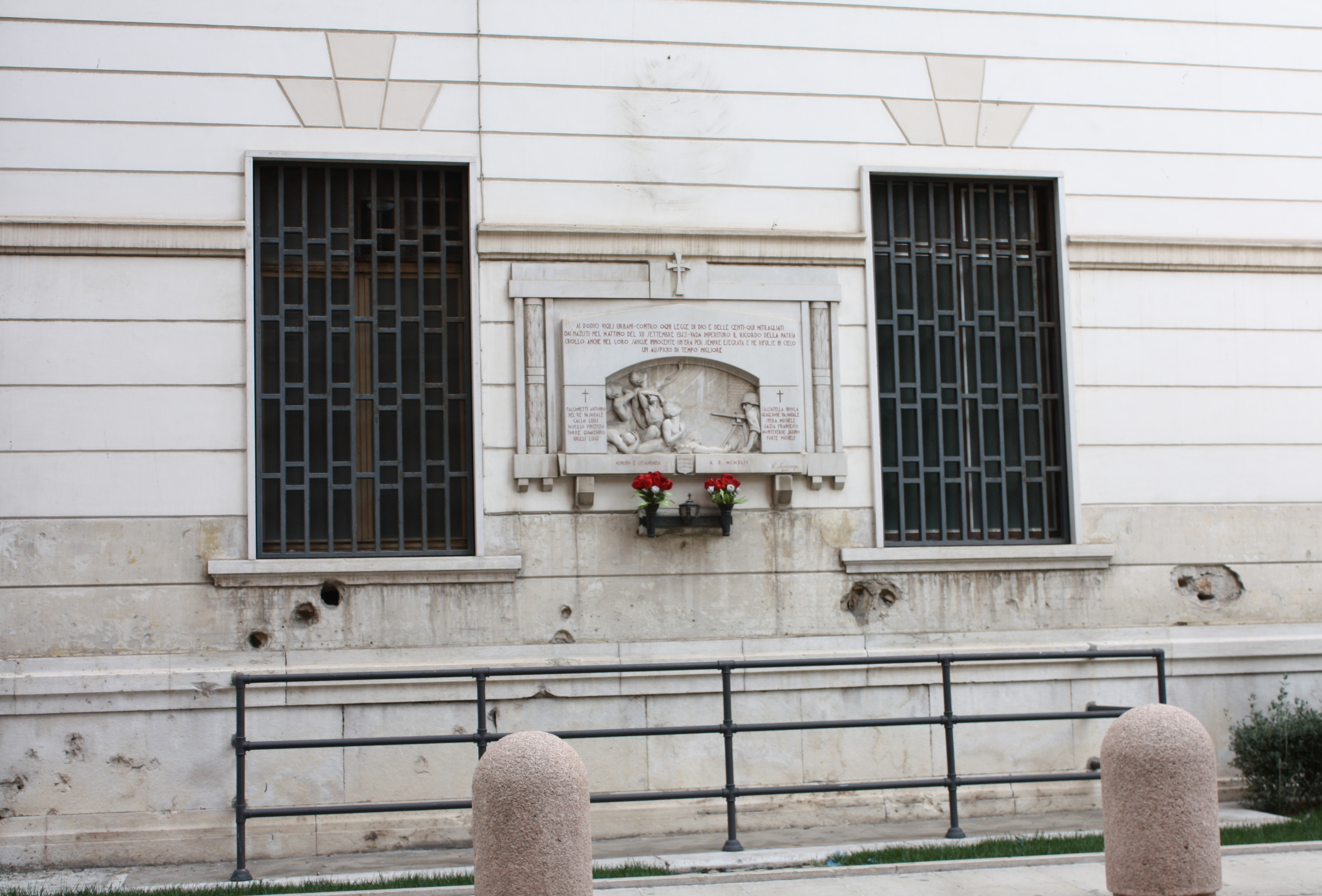
La lapide in ricordo delle vittime dell'eccidio. Sul muro sono visibili i fori di proiettili.

Sul luogo della strage è stata scoperta nel 1954 una lapide con i nomi delle vittime. Sui muri del Palazzo delle Poste sono stati lasciati i fori dei proiettili.

## Onorificenze
La città di Barletta è decorate al valor militare per la guerra di Liberazione, insignita l'8 maggio 1998 della medaglia d'oro al merito civile e il 7 luglio 2003 della medaglia d'oro al valor militare:

## Archivio della Resistenza e della Memoria
L’Amministrazione Comunale di Barletta, nel 2000, istituì un Centro studi denominato Archivio della Resistenza e della Memoria, aprendolo al pubblico il 27 gennaio 2001. Con compiti di diffusione della cultura della solidarietà e della pace tra i popoli, è allocato nel Castello della città, luogo naturale di memoria in quanto sede del Comando del Presidio Militare, in uno, con il Palazzo delle Poste, di quegli episodi d’arme e di resistenza, civile e militare, del settembre 1943.
Luogo di raccolta dei documenti fondamentali per la conoscenza, la difesa e la tutela della memoria, dei fatti e degli avvenimenti avvenuti in questo territorio ed entrati a pieno titolo nelle pagine della storia nazionale. L’Archivio divulga i risultati delle proprie attività di ricerca attraverso seminari di studi, convegni, pubblicazioni annuali e anche attraverso i canali social.